# Вижайны
Вижайны (пол. Wiżajny) — деревня в Сувалкском повете Подляского воеводства Польши. Административный центр гмины Вижайны. По данным переписи 2011 года, в деревне проживало 882 человека.

## География
Деревня расположена на северо-востоке Польши, на перешейке между озёрами Вижайны и Вистуць, на расстоянии приблизительно 30 километров к северу от города Сувалки, административного центра повета. Абсолютная высота — 255 метров над уровнем моря. Через Вижайны проходит региональная автодорога 651.

## История
Деревня впервые упоминается в 1253 году.
В конце XVIII века Вижайны входили в состав Гродненского повета Трокского воеводства Великого княжества Литовского.
В 1888 году в посаде Вижайны проживало 2366 человек. В этнической структуре населения деревни большинство составляли мазуры (1256 человек), остальные — евреи (1105 человек) и великороссы (5 человек). В административном отношении деревня являлась центром гмины Вижайны Сувалкского уезда Сувалкской губернии.
В период с 1975 по 1998 годы населённый пункт являлся частью Сувалкского воеводства.